# Buriram (stad)
Buriram (Thais: บุรีรัมย์) is een stad in Noordoost-Thailand. Buriram is hoofdstad van de provincie Buriram en het district Buriram. De stad heeft ongeveer 30.000 inwoners.